# Sylvain Marcaillou
Sylvain Marcaillou, né le 8 février 1911 à Toulouse et mort le 28 septembre 2007 dans la même ville, est un coureur cycliste français. 

## Biographie
Professionnel de 1932 à 1945, il a été vainqueur de Bordeaux-Saintes et deuxième de Paris-Nice en 1937. Il gagne Paris-Angers et se classe deuxième du championnat de France de cyclisme sur route en 1938. Il a participé cinq fois au Tour de France, et s'y est classé cinquième en 1937 et sixième en 1939.

## Palmarès
- 1931
  - 3e du Circuit de la Chalosse
- 1932
  - 3e de Paris-Caen
- 1934
  - Grand Prix d'Alger
  - 2e de Paris-Caen
  - 3e de Bordeaux-Angoulême
  - 3e de Paris-Belfort
- 1936
  - Ruffec-Bordeaux
  - Trouville-Paris
  - 2e étape de Paris-Saint-Étienne
  - 3e de Paris-Caen
  - 3e de Paris-Sedan
- 1937
  - Bordeaux-Saintes
  - 2e de Paris-Nice
  - 5e du Tour de France
  - 7e de Paris-Tours
- 1938
  - 8e étape du Tour du Sud-Ouest
  - Paris-Angers
  - Bordeaux-Pau
  - 2e du championnat de France sur route
- 1939
  - Paris-Rennes
  - 6e du Tour de France

## Résultats sur le Tour de France
5 participations
- 1934 : 34e
- 1936 : 12e
- 1937 : 5e
- 1938 : non-partant (6e étape)
- 1939 : 6e